# Sarah Gadon
Sarah Lynn Gadon (Toronto, 4 aprile 1987) è un'attrice canadese.

## Biografia
È apparsa in numerose serie televisive come Hai paura del buio?, Doc, In a Heartbeat - I ragazzi del pronto soccorso, Nikita, La mia vita con Derek, Mutant X e molte altre. Ha anche lavorato nei film Disney per la televisione Vi presento l'altro me e Cadet Kelly - Una ribelle in uniforme con Hilary Duff e anche nell'ABC Family original movie Mom's on Strike. È la voce originale di Beth in A tutto reality.
Nel 2011 recita in A Dangerous Method, di David Cronenberg, film in cui interpreta Emma, moglie dello psichiatra Carl Gustav Jung, interpretato da Michael Fassbender. Lo stesso Cronenberg la dirigerà successivamente anche in Cosmopolis nel 2012 e in Maps to the Stars nel 2014. Nel 2015 interpreta la Regina Elisabetta "Lilibeth" appena diciannovenne l'8 maggio 1945 notte della vittoria libera per Londra durante i festeggiamenti nel film Una notte con la regina. Nel 2017 recita, interpretando il ruolo di protagonista, nella serie televisiva Netflix L'altra Grace.

## Filmografia

### Cinema
- Fast Food High, regia di Nisha Ganatra (2003)
- Siblings, regia di David Weaver (2004)
- Charlie Bartlett, regia di Jon Poll (2007)
- Leslie, il mio nome è il male (Leslie, My Name Is Evil), regia di Reginald Harkema (2009)
- A Dangerous Method, regia di David Cronenberg (2011)
- The Moth Diaries, regia di Mary Harron (2011)
- Dream House, regia di David Loucka (2011)
- Cosmopolis, regia di David Cronenberg (2012)
- Antiviral, regia di Brandon Cronenberg (2012)
- Enemy, regia di Denis Villeneuve (2013)
- La ragazza del dipinto (Belle), regia di Amma Asante (2013)
- The Amazing Spider-Man 2 - Il potere di Electro (The Amazing Spider-Man 2), regia di Marc Webb (2014)
- Maps to the Stars, regia di David Cronenberg (2014)
- Dracula Untold, regia di Gary Shore (2014)
- The Girl King, regia di Mika Kaurismäki (2015)
- Una notte con la regina (A Royal Night Out), regia di Julian Jarrold (2015)
- Indignazione (Indignation), regia di James Schamus (2016)
- The 9th Life of Louis Drax, regia di Alexandre Aja (2016)
- La mia vita con John F. Donovan (The Death and Life of John F. Donovan), regia di Xavier Dolan (2018)
- Vampires vs. the Bronx, regia di Osmany Rodriguez, Netflix (2020)
- Black Bear, regia di Lawrence Michael Levine (2020)
- All my puny sorrows, regia di Michael McGowan (2021)
- Ferrari, regia di Michael Mann (2023)
- Coup!, regia di Austin Stark e Joseph Schuman (2023)
- A Big Bold Beautiful Journey - Un viaggio straordinario (A Big Bold Beautiful Journey), regia di Kogonada (2025)

### Televisione
- Nikita – serie TV, episodio 2x19 (1998)
- Hai paura del buio? (Are You Afraid of the Dark?) – serie TV, episodio 6x01 (1999)
- Vi presento l'altro me (The Other Me), regia di Manny Coto – film TV (2000)
- Mutant X – serie TV, episodio 1x11 (2002)
- Cadet Kelly - Una ribelle in uniforme (Cadet Kelly), regia di Larry Shaw – film TV (2002)
- Mamma in sciopero (Mom's on Strike), regia di James Keach (2002)
- Inseguendo la vittoria (The Cutting Edge 3: Chasing the Dream), regia di Stuart Gillard – film TV (2008)
- Happy Town – serie TV, 8 episodi (2010)
- Mondo senza fine (World Without End) – miniserie TV, 6 puntate (2012)
- The Border – serie TV, 14 episodi (2008-2009)
- I misteri di Murdoch (Murdoch Mysteries) – serie TV, 4 episodi (2009-2011)
- 22.11.63 (11.22.63) – miniserie TV, 8 puntate (2016)
- L'altra Grace (Alias Grace) – miniserie TV, 6 puntate (2017)
- Letterkenny – serie TV, 6 episodi (2017)
- True Detective – serie TV (2019)

## Doppiaggio
- Time Warp Trio – serie TV, 14 episodi (2005)
- Ruby Gloom – serie TV, 40 episodi (2006-2007)
- A tutto reality (Total Drama) – serie TV (2007-2010)
- The Amazing Spider-Man 2 - Il potere di Electro (Kari)
- A tutto reality: le origini (Total DramaRama) – serie TV (2018-in corso)

## Doppiatrici italiane
Nelle versioni in italiano delle opere in cui ha recitato, Sarah Gadon è stata doppiata da:
- Valentina Favazza in Maps to the Stars, Enemy, True Detective, La mia vita con John F. Donovan
- Federica De Bortoli in Cosmopolis, Una notte con la regina, Inseguendo la vittoria, 22.11.63, Vampire Vs. the Bronx
- Francesca Manicone in A Dangerous Method, Mondo senza fine, Dracula Untold
- Perla Liberatori in La mia vita con Derek, The 9th Life of Louis Drax
- Chiara Gioncardi in Happy Town, La ragazza del dipinto
- Tiziana Martello ne L'altra Grace
- Lilian Caputo in Dream House
- Sara Ferranti in Ferrari

Da doppiatrice è sostituita da:
- Antonella Baldini in A tutto reality